# Remora (fabeldier)
De remora (Romeins: "vertraging" of "obstakel") is een fabeldier; een visje van slechts 15 cm lang, maar het verhaal gaat dat het bepalend is geweest voor de geschiedenis en het lot van Rome en de mensheid. De Grieken noemden het Echeneis, wat zoveel als "scheepshouder" betekent. Met de zuiger boven op zijn kop maakt de remora zich vast aan varende schepen en door een ongekende kracht legt hij het schip stil. De historicus Plinius noemde de vis het grootste natuurwonder. Een remora als amulet zou miskramen voorkomen.

## De remora in verhalen
De troepen van Octavianus, leider van het West-Romeinse Rijk, en Marcus Antonius, heerser van het oostelijke deel, voerden bij Actium een zeeslag die het lot van Rome zou bepalen. Antonius voerde de Egyptische vloot van Cleopatra aan. De 500 krijgsschepen overtroffen de Romeinse vloot in aantal en grootte. In het heetst van de strijd zoog een remora zich vast aan Antonius' vlaggenschip, waarop het vaartuig stil kwam te liggen. In de verwarring die volgde, sloegen veel van Antonius' schepen op de vlucht en trok hijzelf zich terug op Cleopatra's galei. De geliefden voeren terug naar Egypte en lieten de zege aan Octavianus, die daarna Caesar Augustus werd.
De latere Romeinse keizer Caligula had een minder prettige ontmoeting met een remora. Zijn schip voer in volle vaart toen de galei van de keizer, bemand door 400 roeiers, stil kwam te liggen. Mannen doken het water in om te zien wat de oorzaak kon zijn, en vonden een kleine remora aan het roer. Toen ze de vis aan boord brachten, was het niet sterker dan een slak. Caligula was woedend dat zo'n klein schepsel de reis had opgehouden. De vertraging voorspelde weinig goeds; na aankomst in Rome werd hij vermoord.